# Wilhelm Keitel
Wilhelm Bodewin Johann Gustav Keitel (Helmscherode, Baixa Saxònia, 22 de setembre de 1882 – Nuremberg, 6 d'octubre de 1946) va ser un mariscal de camp alemany durant la Segona Guerra Mundial.

## Biografia
Keitel va néixer a Helmscherode, Brunswick (Imperi alemany) fill de Carl Keitel, un terratinent de classe mitjana, i de la seva esposa Apollonia Vissering. Després de completar la seva educació a Göttingen, va iniciar la seva carrera militar el 1901 com a Fahnenjunker (oficial cadet), unint-se al 6è Regiment d'Artilleria de Campanya de la Baixa Saxònia. El 1909 es va casar amb Lisa Fontaine, amb qui va tenir 6 fills, un dels quals morí durant la infància. Durant la Primera Guerra Mundial serví al front occidental amb el 46è Regiment d'Artilleria de Campanya. Al setembre de 1914, mentre lluitava a Flandes, va ser ferit seriosament al braç dret per metralla.
Un cop recuperat, serví en diversos llocs de l'Estat Major General Alemany des de 1915. Quan finalitzà la guerra, es quedà al recent creat Reichswehr i participà en l'organització d'unitats frontereres del Freikorps a la frontera polonesa. Keitel també serví com a oficial d'estat major de divisió, i després passà dos anys com a instructor a l'Acadèmia de Cavalleria de Hanover.
A finals de 1924, Keitel va ser destinat al Ministeri de Defensa del Reich, servint a l'Oficina de Tropes (Truppenamt), nom sota el qual s'amagava l'Estat Major General durant el període post-Versalles. Aviat va ser promogut al capdavant del departament d'organització, un càrrec que mantingué fins a l'ascens dels nazis al poder el 1933. El 1935, gràcies a la recomanació de Werner von Fritsch va ser el cap de la nova oficina de les Forces Armades (Wehrmachtamt).

### OKW i Segona Guerra Mundial
L'agost de 1937, va ser promogut a General der Artillerie i, durant l'any següent, després de l'escàndol Blomberg-Fritsch i de la substitució del Reichswehrministerium per l'Oberkomando der Wehrmacht (OKW o Alta Comandància de les Forces Armades), va assumir la posició de Cap de l'OKW i obtingué l'ascens a Generaloberst.
El 30 d'agost de 1939, just abans d'iniciar la Segona Guerra Mundial, Keitel va ser nomenat per Hitler com un dels sis membres del Consell de Ministres per a la Defensa del Reich que es va crear per a funcionar com a gabinet de guerra. Un mes més tard, a la fi de la invasió de Polònia, va ser condecorat amb la Creu de Cavaller de la Creu de Ferro. El 1940, després del final de la batalla de França, va ser promocionat a mariscal de camp, juntament amb altres generals.
Durant la guerra demostrà ser un comandant feble i cautelós: va avisar Hitler d'envair França i s'oposà a l'Operació Barbarroja. En tots dos casos s'acovardí davant de Hitler i li presentà la seva dimissió, si bé el Führer va refusar acceptar-la. L'1 de desembre de 1941, amb les tropes exhaustes, aconsellà que les tropes es retiressin a una línia d'hivern. En ser durament reprès per Hitler (li digué "Strohkopf", una expressió de barris baixos que ve a dir "retardat mental"), es retirà profundament ferit, sent trobat poc després per Alfred Jodl a la seva cambra, redactant la seva renúncia amb la pistola sobre la taula. El 1942 tornà a discutir-se amb Hitler mentre defensava l'acció del mariscal Wilhelm List, l'exèrcit del qual estava en perill de destrucció en la seva lluita al Caucas. La defensa de List va ser la darrera vegada en què es va enfrontar a Hitler, i a partir d'aquell moment mai no dubtà d'una ordre de Hitler, per la qual cosa rebé el malnom per part dels seus col·legues (en un brillant joc de paraules) com "Lakaitel" (lacai) o "Der General Jawohl" (El General Sí Senyor). En el seu paper de Cap de l'Alt Comandament de les Forces Armades, Keitel prenia part en totes les decisions importants de Hitler relatives a la continuació de la guerra, però no exercia cap mena d'influència real a la planificació o l'elecció de les operacions, sinó que es limitava a flotar al voltant del seu amo i assentint a tot el que deia, encara quan els seus judicis semblaven equivocats a tota la resta. Signà nombroses ordres de dubtosa legalitat davant les lleis de la guerra, sent la més infame de totes la famosa "Ordre dels Comissaris" (das Kommissarbefehl), del 6 de juny de 1941, segons la que s'ordenava afusellar a qualsevol comissari polític soviètic capturat i donava mà lliure a Heinrich Himmler perquè executés els seus controls racials i estengués el seu regne de terror al territori rus capturat. Una altra va ser l'ordre de què qualsevol pilot francès del Regiment Aeri Normandie-Niemen que lluitessin per la Unió Soviètica havia de ser executat al moment en comptes de ser tractat com a presoner de guerra. Keitel també participà en la repressió dels participants del Complot del 20 de juliol (en el qual resultà lleument ferit, ferides per les que va ser condecorat), participant en els consells de guerra que seguiren, lliurant a diversos oficials, incloent al Mariscal de camp Erwin von Witzleben al jutge Roland Freisler.
Curiosament, un home que va fer ben poc per promoure la guerra, i que en l'època prenazi mai no hagués passat de la comandància, es guanyà un nom a l'exèrcit: era el "calçasses Keitel", el "babau Keitel" o els ja anomenats "Lakeitel" o "Der General Jawohl". El desdeny amb el que se'l considerava injustament s'estengué també a Jodl. Segons el general von Manteuffel, "Jodl, Keitel i Warlimont mai no van estar a la guerra. Al mateix temps, la seva manca d'experiència a la batalla els feia menysprear les dificultats pràctiques, i a animar a Hitler a creure que es podien fer coses que eren absolutament impossibles"; i, segons Guderian, "queia sovint sota l'influx de la personalitat de Hitler, i a mesura que passava el temps, es tornava cada cop menys capaç de treure's de sobre la hipnosi de la que era víctima. Conservà la seva lleialtat de la Baixa Saxònia fins al dia de la seva mort. Hitler sabia que podia dipositar una confiança il·limitada sobre l'home, i per aquest motiu se li va permetre conservar el lloc tot i que no es feia cap mena d'il·lusió respecte als seus talents com a estrateg... però era un camarada".
A l'abril i maig de 1945, durant la batalla de Berlín, Keitel ordenà a diversos generals alemanys que ataquessin les forces soviètiques i alliberessin Berlín, però cap d'ells comandava forces capaces de salvar la capital: ni el Grup d'Exèrcits Vístula de Gotthard Heinrici, ni el Destacament d'Exèrcit Steiner de Felix Steiner, ni el 12è Exèrcit de Walther Wenck ni el 9è Exèrcit de Theodor Busse.
Després del suïcidi de Hitler el 30 d'abril i de Joseph Goebbels l'1 de maig, Keitel esdevingué membre del govern de Flensburg, controlat pel President Alemany (Reichspräsident) Karl Dönitz.

Keitel, signant la ratificació dels termes de rendició incondicional de l'Exèrcit Alemany a Berlín, el 8/9 de maig de 1945

El 8 de maig de 1945, Dönitz autoritzà a Keitel a signar el segon document de rendició incondicional a Berlín. El dia abans Alfred Jodl ja n'havia signat un a Reims, França. Encapçalà la delegació alemanya, juntament amb l'almirall von Friedeburg i el Generaloberst de la Luftwaffe Stumpff per signar la rendició incondicional al Quarter General Soviètic a Berlín-Karlshorst, presentant-se impecablement vestit, amb la seva gorra, els guants i el bastó interimstab de mariscal.

### Judici i execució
Quatre dies després de la rendició, Keitel va ser rellevat com a cap de l'OKW i arrestat pel Major-General Rooks, delegat d'Eisenhower a Flensburg-Mürwik, sent traslladat a l'Hotel Palace de Mondorf a Luxemburg (13 de maig/15 d'agost de 1945), i d'allà a Nuremberg. Allà hagué d'enfrontar-se al Tribunal Militar Internacional (IMT), que li presentà els següents càrrecs:
- Complot de guerra
- Planejar i iniciar guerres d'agressió
- Crim de guerra
- Crim contra la humanitat

El Tribunal rebutjà la defensa de Keitel, que es basava en el fet que complia ordres en conformitat al "principi del lideratge". L'1 d'octubre de 1946 es dictà sentència, sent trobat culpable de tots quatre càrrecs i sentenciat a mort. En escoltar la sentència, impàvid i seré, digué: "És tràgic haver d'admetre i ser testimoni que el millor que jo podia oferir com a soldat, l'obediència i la fidelitat, van ser mal emprades per uns fins no reconexibles. Confio que del clar reconeixement de les causes, dels mètodes i de les conseqüències d'aquesta guerra neixi un nou futur pel poble alemany enmig de la comunitat dels pobles".

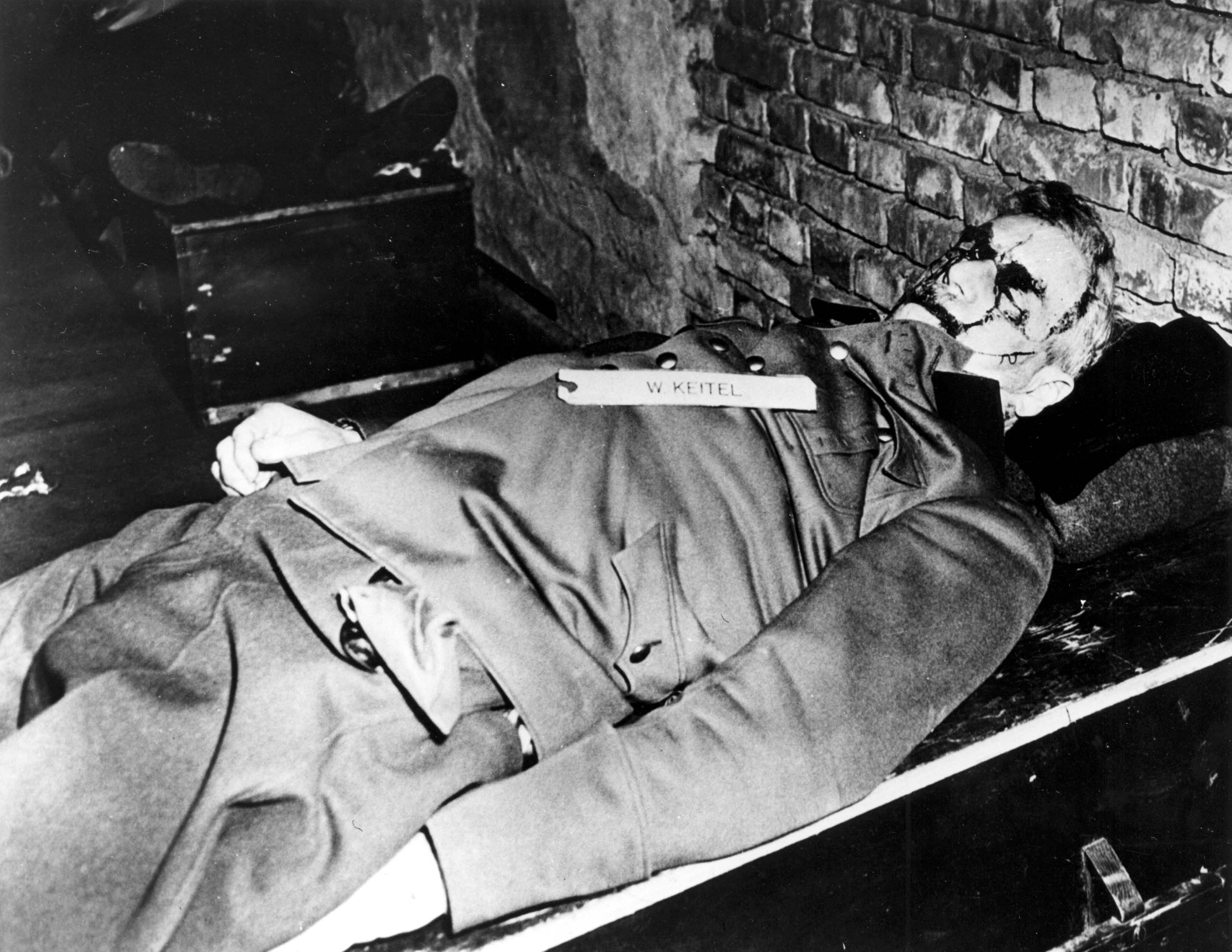
Cadàver de Wilhelm Keitel

Per remarcar la natura criminal dels seus fets més que el fet que fos militar, els aliats van denegar la petició de ser afusellat (igual que li succeí a Jodl), sent executat a la forca el 16 d'octubre de 1946. Les seves darreres paraules van ser: "Prego a Déu que tingui pietat del poble alemany. Més de dos milions de soldats alemanys han anat a la mort per la Pàtria abans que jo. Ara segueixo als meus fills – tot per Alemanya ("Alles für Deutschland")". Atès que la caiguda de la forca no va ser prou llarga per trencar-li el coll immediatament, Keitel morí d'estrangulació 27 minuts després de caure.
La seva autobiografia, "Al servei del Reich", va ser publicada un any després de la seva mort.
La seva tragèdia va ser que, encara que se li dediquessin epítets com que era "algú amb el cervell d'un acomodador de cinema", no li mancava intel·ligència. Lliure del conjur de Hitler, veié molt clarament els errors d'Alemanya als seus interrogatoris de post-guerra: "En lloc d'atacar a la Unió Soviètica hauríem d'haver ofegat l'imperi Britànic tancant la Mediterrània. El primer pas hauria d'haver estat la conquesta de Gibraltar i que "una de les majors ocasions que vam deixar passar va ser El Alamein. Diria que, en aquell clímax de la guerra, vam estar més a prop de la victòria que en cap altre moment, abans o després"

## Historial militar i condecoracions

### Promocions
Fähnrich - 14 d'octubre de 1901
 Leutnant - 18 d'agost de 1902
  Oberleutnant – 18 d'agost de 1910
 Hauptman - 08 d'octubre de 1914
 Major – 01 de juny de 1923
 Oberstleutnant – 01 de febrer de 1929
 Oberst - 01 d'octubre de 1931
 Generalmajor – 01 d'abril de 1934
 Generalleutnant – 01 de gener de 1936
 General der Artillerie – 01 d'agost de 1937
 Generaloberst – 01 de novembre de 1938
 Generalfeldmarschall - 19 de juliol de 1940

### Condecoracions
Creu de Cavaller de la Creu de Ferro (30-9-1939)
 Creu de Cavaller amb Espases del Reial Orde Prussià de Hohenzollern
 Creu de Ferro de 1a Classe – 1914 (22-3-1915)
 Creu de Ferro de 2a Classe – 1914 (15-9-1914)
 Barra de 1939 de la Creu de Ferro de 1a Classe – 1914 (9-1939)
 Barra de 1939 de la Creu de Ferro de 2a Classe – 1914 (9-1939)
 Medalla d'Honor General de Hesse per Valentia
 Creu de Friedrich August de 1a i 2a Classe (Oldenburg)
 Creu del Mèrit de Guerra de 1a i 2a Classe amb la barra "Davant de l'Enemic" (Brunswick)
 Creu Hanseàtica d'Hamburg
 Creu Hanseàtica de Bremmen
 Creu d'Honor dels Combatents del Front
 Orde Ducal de Henry el Lleó de 4a classe de Brunswick
 Cavaller de 2a classe de l'Orde de la Casa Ducal de Saxe-Ernestine (sense espases)
 Medalla del Llarg Servei a la Wehrmacht de I i IV classe
 Creu del Mèrit de 3a Classe amb insígnia de Guerra (Àustria)
 Medalla del 13 de març de 1938 (Annexió d'Àustria)
 Medalla de l'1 d'octubre de 1938 amb la barra del Castell de Praga (Ocupació de Txecoslovàquia)
 Medalla del Retorn del Districte del Medel (20-3-1939)
 Insígnia de Ferit de 3a classe (IGM)
 Insígnia de Ferits del 20 de juliol de 1944 en negre
 Insígnia d'Or del Partit (atorgada a l'abril de 1939)
 Orde de Miquel el Valent de 1a, 2a y 3a classe (Romania)
 Gran Creu de l'Orde Militar de Savoia (Itàlia)
 Gran Creu amb Espases de l'Orde de la Creu de la Llibertat (Finlàndia)
 Gran Creu amb Espases de l'Orde de la Rosa Blanca (Finlàndia)